# 黑颊黄腹梅花雀
黑颊黄腹梅花雀（学名：Estrilda melanotis），是梅花雀科梅花雀属的一种，分布于纳米比亚、安哥拉、赞比亚、南非、埃塞俄比亚、斯威士兰、马拉维、肯尼亚、厄立特里亚、坦桑尼亚、津巴布韦、卢旺达、布隆迪、刚果民主共和国、苏丹、乌干达、莱索托和莫桑比克。全球活动范围约为377,000平方千米。该物种的保护状况被评为无危。
黑颊黄腹梅花雀的平均体重约为6.5克。栖息地包括亚热带或热带的（低地）湿润疏灌丛、亚热带或热带的（低地）干燥疏灌丛、牧草地、耕地、亚热带或热带的（低地）干草原和乡村花园。